# Johan Clarey
Johan („Yo“) Clarey (* 8. Januar 1981 in Annecy) ist ein ehemaliger französischer Skirennläufer, der auf die Disziplinen Abfahrt und Super-G spezialisiert war. Er hält im alpinen Skirennsport drei Altersrekorde: Clarey ist der älteste Medaillengewinner bei Olympischen Spielen und bei Weltmeisterschaften sowie der älteste Skirennläufer, dem eine Weltcup-Podestplatzierung gelang. Im Weltcup erreichte er elf Podestplätze, jedoch keinen Sieg.

## Biografie
Clarey wuchs in Tignes auf und erlernte das Skifahren als Fünfjähriger. Im Januar 1997 nahm er erstmals an FIS-Rennen teil, wobei ihm der erste Sieg auf dieser Stufe im Januar 1998 gelang. Ab Dezember 1999 folgten Einsätze im Europacup. Bei den Juniorenweltmeisterschaften 2001 in Verbier wurde er Vierter der Abfahrt, zeitgleich mit dem Kanadier Jan Hudec. Am 20. Dezember 2002 erzielte er in einer Europacup-Abfahrt erstmals einen Podestplatz (Dritter in der Abfahrt von Laax). Sein Debüt im Weltcup hatte er am 29. November 2003 in Lake Louise, wo er in der Abfahrt auf Platz 50 fuhr. Weltcuppunkte holte er erstmals am 10. Januar 2004 in Chamonix mit Platz 29 in der Abfahrt. Am 22. Januar 2004 gewann er erstmals ein Europacuprennen, eine Abfahrt in Zauchensee. Fünf Tage später folgte ein weiterer Sieg in Tarvisio, was zusammen mit einem weiteren Podestplatz den zweiten Rang in der Disziplinenwertung ergab.
Wegen eines Kreuzbandrisses im linken Knie konnte Clarey in der Saison 2004/05 kein einziges Rennen bestreiten, auch die darauf folgende Saison war von Verletzungen geprägt. Den Anschluss an die Weltspitze schaffte er schließlich im Winter 2006/07. Am 10. März 2007 erzielte er als Sechster der Abfahrt von Kvitfjell seine erste Top-10-Platzierung im Weltcup. Im Europacup gewann er drei Rennen; damit sicherte er sich den Sieg in der Abfahrts- und in der Kombinationswertung. Nachdem der Winter 2007/08 eher mäßig verlaufen war, verpasste er den Auftakt der Saison 2008/09 wegen eines Armbruchs. Ende November 2009 kehrte er ins Renngeschehen zurück, zog sich aber am 8. Januar 2009 beim Abfahrtstraining in Val-d’Isère einen weiteren Kreuzbandriss zu (diesmal im rechten Knie).
Am 19. Dezember 2009 wurde Clarey auf der Saslong-Abfahrt in Gröden Dritter (zeitgleich mit Ambrosi Hoffmann) und erzielte damit seinen ersten Podestplatz im Weltcup. Bei den Olympischen Winterspielen 2010 in Vancouver wurde er 27. in der Abfahrt und schied in der Super-Kombination aus. Sein bestes Weltcupergebnis im Winter 2010/11 war ein fünfter Platz in der Abfahrt von Lake Louise. Bei den Weltmeisterschaften 2011 in Garmisch-Partenkirchen erreichte er Rang acht in der Abfahrt. Am Saisonende wurde er französischer Abfahrtsmeister. In der Weltcupsaison 2011/12 fuhr er sieben Mal unter die besten zehn, wobei er in Beaver Creek als Viertplatzierter nur knapp das Podest verpasste.
Fünf weitere Top-10-Platzierungen gelangen Clarey in der Saison 2012/13. Am 19. Januar 2013 erzielte er in Wengen die höchste bisher gemessene Momentangeschwindigkeit in einem Rennen des alpinen Skiweltcups, als er auf der Lauberhornabfahrt den Haneggschuss mit 161,9 km/h passierte (das Rennen beendete er auf Platz 5). Aufgrund von Schmerzen am Ischiasnerv musste er die Saison eine Woche später abbrechen und sich am Rücken operieren lassen. Trotz dieses Rückschlags konnte er sein Niveau in der Saison 2013/14 halten. Er fuhr fünfmal in die Top 10. Darunter waren zwei Podestplätze, Rang 2 in Gröden am 21. Dezember 2013 (gleichbedeutend mit seinem Karriere-Bestergebnis) und Rang 3 in Kvitfjell am 1. März 2014. Enttäuschend verliefen hingegen die Olympischen Winterspiele 2014 in Sotschi, wo er in der Abfahrt ausschied und im Super-G Platz 19 erreichte.
Im Winter 2014/15 fuhr Clarey bei Weltcuprennen dreimal in die Top 10, im Winter 2015/16 zweimal (darunter ein vierter Platz bei der Hahnenkammabfahrt in Kitzbühel). Wieder auf dem Podest stand er am 21. Januar 2017, als Drittplatzierter in Kitzbühel. Zwei Top-10-Platzierungen gelangen ihm in der Saison 2017/18. Bei den Olympischen Winterspielen 2018 in Pyeongchang kam er nicht über Platz 18 in der Abfahrt hinaus. Am 27. Januar 2019 erreichte Clarey mit Platz 2 im Super-G von Kitzbühel seinen fünften Podestplatz im Weltcup; zehn Tage später gewann er bei den Weltmeisterschaften 2019 in Åre die Silbermedaille im Super-G, zeitgleich mit Vincent Kriechmayr. Mit 38 Jahren und 29 Tagen ist er damit der älteste Medaillengewinner in der Geschichte alpiner Skiweltmeisterschaften. Einen weiteren Altersrekord stellte Clarey am 24. Januar 2021 in Kitzbühel auf, als er im Alter von 40 Jahren und 13 Tagen den zweiten Platz in der Abfahrt belegte; nie zuvor hatte ein über 40-jähriger Athlet eine Podestplatzierung im alpinen Skiweltcup geschafft. Im Alter von 41 Jahren stellte Clarey am 21. Januar 2022 mit dem erneut zweiten Platz bei der Abfahrt auf der Streif in Kitzbühel diesen Rekord ein.
Am 7. Februar 2022 stellte Clarey mit dem Gewinn der Silbermedaille in der Abfahrt bei den Olympischen Winterspielen in Peking den nächsten Altersrekord auf – kein alpiner Skirennläufer war beim Gewinn einer Medaille älter als er. In der Saison 2022/23 fuhr er zweimal auf das Podest einer Abfahrt, jeweils als Zweiter in Gröden am 17. Dezember 2022 und in Kitzbühel am 21. Januar 2023. Damit erhöhte er seinen eigenen Podest-Altersrekord auf 42 Jahre und 14 Tage. Am 12. März 2023 verkündete Clarey, dass er seine Karriere nach der Abfahrt beim Saisonfinale in Soldeu am 15. März 2023 beenden wird. In diesem Rennen belegte er den zwölften Platz.
Clarey ist seit November 2021 mit der ehemaligen französischen Skicrosserin Perrine Faraut verheiratet. Im April 2024 wurden sie Eltern einer Tochter.

## Erfolge

### Olympische Spiele
- Vancouver 2010: 27. Abfahrt
- Sotschi 2014: 19. Super-G
- Pyeongchang 2018: 18. Abfahrt
- Peking 2022: 2. Abfahrt

### Weltmeisterschaften
- Garmisch-Partenkirchen 2011: 8. Abfahrt
- Vail/Beaver Creek 2015: 16. Abfahrt, 30. Super-G
- Åre 2019: 2. Super-G, 17. Abfahrt
- Cortina d’Ampezzo 2021: 16. Abfahrt
- Courchevel 2023: 23. Abfahrt

### Weltcup
- 64 Platzierungen unter den besten zehn, davon 11 Podestplätze

### Weltcupwertungen
| Saison  | Gesamt | Gesamt | Abfahrt | Abfahrt | Super-G | Super-G | Kombination | Kombination |
| Saison  | Platz  | Punkte | Platz   | Punkte  | Platz   | Punkte  | Platz       | Punkte      |
| ------- | ------ | ------ | ------- | ------- | ------- | ------- | ----------- | ----------- |
| 2003/04 | 140.   | 2      | 54.     | 2       | –       | –       | –           | –           |
| 2006/07 | 86.    | 69     | 33.     | 57      | –       | –       | 38.         | 12          |
| 2007/08 | 78.    | 79     | 30.     | 63      | –       | –       | 41.         | 16          |
| 2008/09 | 92.    | 46     | 31.     | 46      | –       | –       | –           | –           |
| 2009/10 | 61.    | 118    | 19.     | 104     | –       | –       | 37.         | 14          |
| 2010/11 | 56.    | 150    | 19.     | 142     | 48.     | 8       | –           | –           |
| 2011/12 | 29.    | 334    | 10.     | 283     | 31.     | 51      | –           | –           |
| 2012/13 | 23.    | 282    | 12.     | 174     | 12.     | 108     | –           | –           |
| 2013/14 | 25.    | 341    | 7.      | 273     | 25.     | 68      | –           | –           |
| 2014/15 | 32.    | 250    | 16.     | 182     | 23.     | 68      | –           | –           |
| 2015/16 | 37.    | 235    | 15.     | 235     | –       | –       | –           | –           |
| 2016/17 | 52.    | 137    | 17.     | 132     | –       | –       | –           | –           |
| 2017/18 | 54.    | 121    | 18.     | 121     | –       | –       | –           | –           |
| 2018/19 | 19.    | 434    | 8.      | 234     | 8.      | 200     | –           | –           |
| 2019/20 | 19.    | 405    | 7.      | 316     | 15.     | 89      | –           | –           |
| 2020/21 | 19.    | 335    | 4.      | 272     | 26.     | 63      | –           | –           |
| 2021/22 | 19.    | 342    | 9.      | 301     | 31.     | 41      | –           | –           |
| 2022/23 | 19.    | 374    | 4.      | 343     | 40.     | 31      | –           | –           |

### Europacup
- Saison 2003/04: 9. Gesamtwertung, 2. Abfahrtswertung
- Saison 2006/07: 10. Gesamtwertung, 1. Abfahrtswertung, 1. Kombinationswertung
- 8 Podestplätze, davon 5 Siege:

| Datum           | Ort               | Land       | Disziplin         |
| --------------- | ----------------- | ---------- | ----------------- |
| 22. Januar 2004 | Zauchensee        | Österreich | Abfahrt           |
| 27. Januar 2004 | Tarvisio          | Italien    | Abfahrt           |
| 7. Februar 2007 | Sarntal/Reinswald | Italien    | Abfahrt           |
| 9. Februar 2007 | Sarntal/Reinswald | Italien    | Super-Kombination |
| 9. Februar 2007 | Sarntal/Reinswald | Italien    | Abfahrt           |

### Junioren-Weltmeisterschaften
- Québec 2000: 21. Slalom, 28. Abfahrt, 28. Riesenslalom
- Verbier 2001: 4. Abfahrt, 18. Slalom, 44. Riesenslalom

### Weitere Erfolge
- 3 französischer Meistertitel (Abfahrt 2011 und 2014, Super-G 2019)
- 3 Podestplätze im South American Cup
- 6 Siege in FIS-Rennen